# Hilke Thür
Hilke Thür, geborene Hilke Raske, (* 14. Dezember 1941 in Frankfurt am Main) ist eine deutsch-österreichische Architektin, Bauforscherin und Klassische Archäologin.

## Leben
Hilke Thür besuchte ein neusprachliches Gymnasium in Hannover und studierte anschließend von 1961 bis 1967 Architektur an der Technischen Hochschule München und ab 1969 Klassische Archäologie an der Universität Wien, wo sie 1979 mit einer Arbeit zur Architektur des Tempelbezirks auf dem Pfaffenberg im Militärlager Carnuntum promoviert wurde. Sie wirkte bei archäologischen Feldforschungen auf dem Pfaffenberg bei Carnuntum mit und arbeitete in verschiedenen Architekturbüros. Ab 1988/89 hielt H. Thür am Institut für Klassische Archäologie der Universität Wien Lehrveranstaltungen. 1991 wurde sie mit einer Arbeit zum Hadrianstor in Ephesos an der Universität Wien habilitiert. Von 1975 bis 2013 war sie Mitarbeiterin der Ausgrabung von Ephesos in der Türkei und leitete Projekte an der Kuretenstraße und zum Hanghaus 2. Von 1995 bis zu ihrer Pensionierung 2007 war sie am Institut für Kulturgeschichte der Antike an der Österreichischen Akademie der Wissenschaften tätig.
Ihre Forschungsschwerpunkte sind die Architektur des hellenistischen und römischen Ephesos. Seit 1988 führte sie baugeschichtliche Untersuchungen des Oktogons und des Heroons an der Kuretstraße in Ephesos durch. Dabei hat sie eine neue Hypothese zur Grablegung durch Arsinoe IV., der Schwester Kleopatras VII., sowie des Stadtgründers Androklos aufgestellt. Darüber hinaus war Thür maßgeblich an den Wiederaufbauarbeiten des Projekts Embolos beteiligt. Seit 1992 widmet sie sich auch der Untersuchung der Prozessionsstraße und der Damiansstoa.
Sie ist korrespondierendes Mitglied des Österreichischen Archäologischen Institutes und des Deutschen Archäologischen Institutes sowie Mitglied der Koldewey-Gesellschaft.
Sie war mit dem Rechtshistoriker Gerhard Thür verheiratet und hat drei Töchter.

## Schriften (Auswahl)
- Das Hadrianstor in Ephesos (= Forschungen in Ephesos 11, 1). Verlag der Österreichischen Akademie der Wissenschaften, Wien 1989, ISBN 978-3-7001-1582-3.
- Arsinoe IV., eine Schwester Kleopatras VII., Grabherrin des Oktogons in Ephesos? Ein Vorschlag. In: Jahreshefte des Österreichischen Archäologischen Institutes in Wien. Band 60, 1990, ISSN 0078-3579, S. 43–56.
- Der ephesische Stadtgründer Androklos und (s)ein Heroon in Ephesos. In: Jahreshefte des Österreichischen Archäologischen Institutes in Wien. Band 64, 1995, ISSN 0078-3579, S. 63–103.,
- The Processional Way in the City as a Place of Cult and Burial. In: Helmut Koester (Hrsg.): Ephesos. Metropolis of Asia (= Harvard Theological Studies 41). Valley Forge, PA 1995, ISBN 978-0-674-01349-0, S. 157–199.
- Der Embolos. Tradition und Innovation anhand seines Erscheinungsbildes. In: Herwig Friesinger, Fritz Krinzinger (Hrsg.): 100 Jahre österreichische Forschungen in Ephesos, Akten des Symposiums Wien 1995 (= Denkschriften Wien 260). Wien 1999, ISBN 3-7001-2732-4, S. 421–428.,
- Kontinuität und Diskontinuität im ephesischen Wohnbau der frühen Kaiserzeit,. In: Christof Berns, Henner von Hesberg, Lutgarde Vandeput, Marc Waelkens (Hrsg.): Patris und Imperium. Kulturelle und politische Identitäten in den Städten der römischen Provinzen Kleinasiens in der frühen Kaiserzeit. Kolloquium Köln, November 1998 (= Bulletin Antieke Beschaving Supplement 8). ISBN 978-90-429-1179-6, S. 257–274.
- Das spätantike Ephesos. Aspekte zu Fragen der Christianisierung des Stadtbildes. In: Gunnar Brands, Hans-Georg Severin (Hrsg.): Die spätantike Stadt und ihre Christianisierung. Symposion vom 14.-16. Februar 2000 in Halle/Saale. Wiesbaden 2003, ISBN 978-3-89500-296-0, S. 259–273.
- Das Hanghaus 2 in Ephesos. Die Wohneinheit 4. Baubefund, Ausstattung, Funde (= Forschungen in Ephesos 8, 6). Verlag der Österreichischen Akademie der Wissenschaften, Wien 2005, ISBN 978-3-7001-3322-3.
- mit Anna Pyszkowski-Wyzykowski: Das Partherdenkmal von Ephesos. Aspekte der Bauforschung. In: W. Seipel (Hrsg.): Das Partherdenkmal von Ephesos. Akten des Kolloquiums Wien, 27.–28. April 2003 (= Schriften des Kunsthistorischen Museums 10). Wien 2006, ISBN 3-85497-107-9, S. 143–157.
- Licht in den Festsälen des C. Flavius Furius Aptus im Hanghaus 2 in Ephesos. In: Peter Schneider, Ulrike Wulf-Rheidt (Hrsg.): Licht–Konzepte in der vormodernen Architektur (= Diskussionen zur archäologischen Bauforschung 10). Schnell+Steiner, Regensburg 2011, ISBN 3-7954-2460-7, S. 227–254.
- Zur Dach- und Deckenkonstruktion des Marmorsaales 31 der Wohneinheit 6  im Hanghaus 2 in Ephesos. In: Alexander von Kienlin (Hrsg.): Holztragwerke der Antike (= Byzas 11). Ege Yayınları, Istanbul 2011, ISBN 6-05560747-6, S. 235–245.
- Sacred Space for Dionysos in Ephesos and the House of C. Fl. Furius Aptus. In: Daniel N. Schowalter, Steven J. Friesen, Sabine Ladstätter, Christine Thomas (Hrsg.): Religion in Ephesos Reconsidered. Archaeology of Spaces, Structures and Objects. Brill, Leiden/Boston 2020, ISBN 978-90-04-40112-9, S. 135–157.
- Von der Bibliothek zum Brunnen. In: Katja Piesker, Ulrike Wulf-Rheidt (Hrsg.): Umgebaut. Umbau-, Umnutzungs- und Umwertungsprozesse in der antiken Architektur (= Diskussionen zur antiken Bauforschung 13). Schnell + Steiner, Regensburg 2020, ISBN 978-3-7954-3578-3, S. 333–348.
- Die Friese des ›Partherdenkmals‹ und die Hafenthermen in Ephesos. In: Jahreshefte des Österreichischen Archäologischen Institutes  in Wien. Band 89, 2020, ISSN 2309-1207, S. 371–408.

Herausgeberschaften
- ›…. und verschönerte die Stadt ....‹ Ein ephesischer Priester des Kaiserkultes in seinem Umfeld (= Sonderschriften des Österreichischen Archäologischen Institutes 27). Wien 1997, ISBN 978-3-900305-18-5.
- mit Elisabeth Rathmayr: Das Hanghaus 2 in Ephesos. Die Wohneinheit 6. Baubefund, Ausstattung, Funde (= Forschungen in Ephesos 8, 9). Verlag der Österreichischen Akademie der Wissenschaften, Wien 2014, ISBN 978-3-7001-7355-7.